# 無線呼び出し

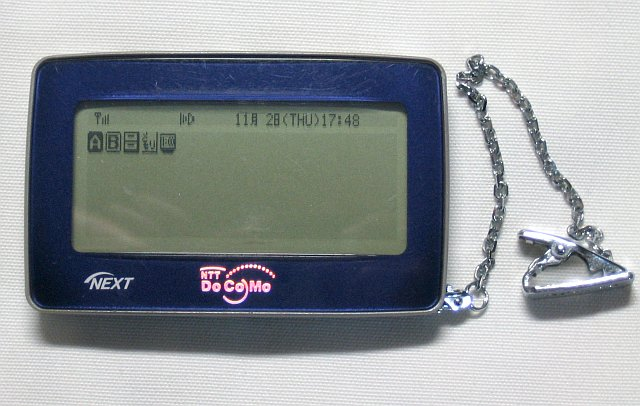
NTTドコモ インフォネクストB55（松下通信工業製）

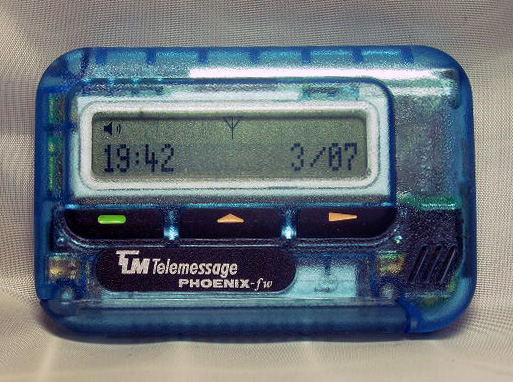
東京テレメッセージ PHOENIX-fw（Motorola製）

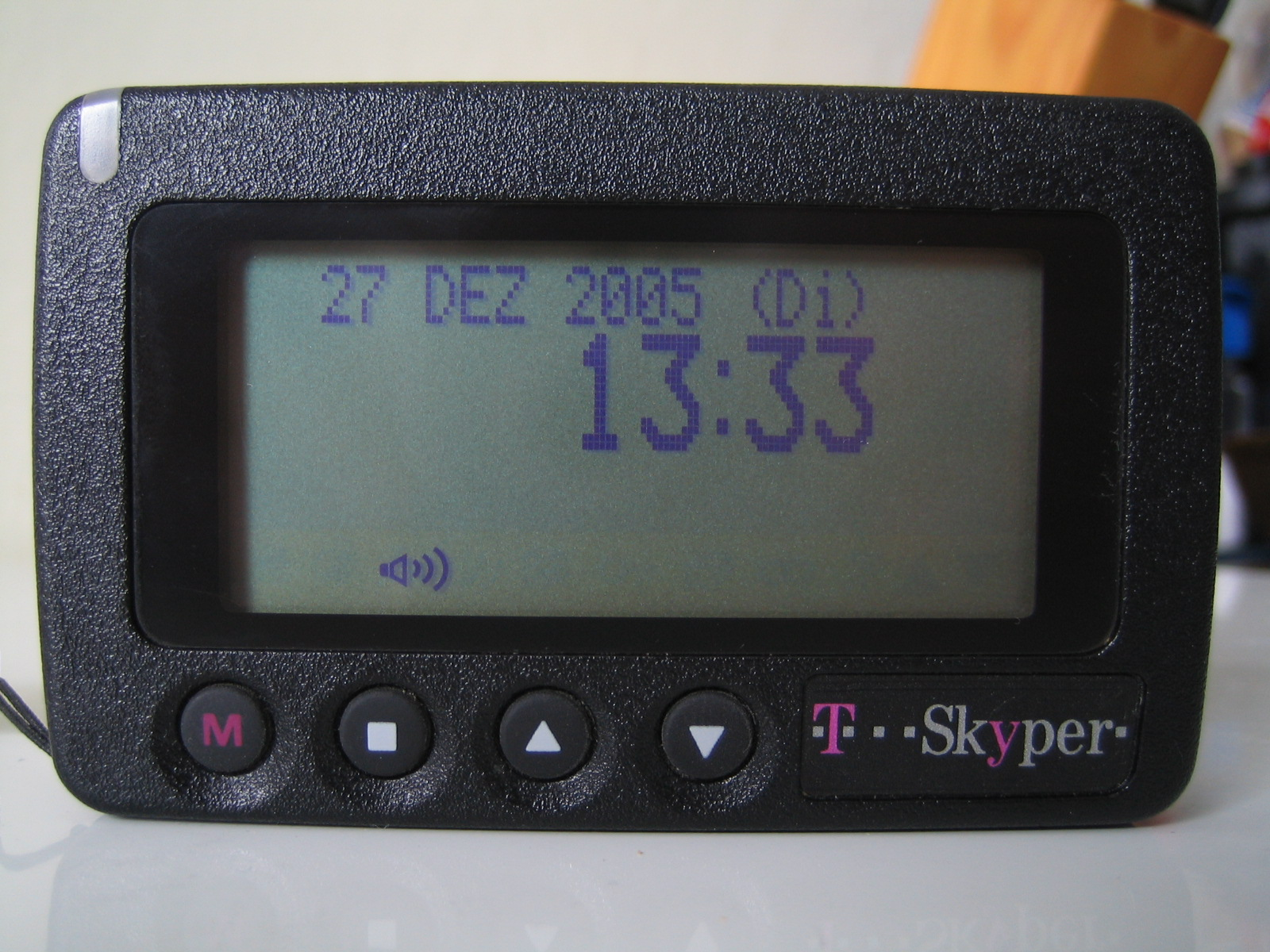
ドイツのT-モバイルで使われていたPOCSAG方式のSkyper（日本電気製）

無線呼び出し（むせんよびだし）は、特定の手順によって、電波で小型受信機（通信機器）に合図を送るシステムである。主に連絡を取りたい相手の通信機器に情報を知らせるために用いる。日本ではポケットベル、または略してポケベルと呼ばれる。最盛期を迎えた1990年代（平成）の流行期には個人需要が高く、若者ユーザーからは更に省略され、ベルの愛称で呼ばれた。
英語ではpager（ページャー）またはbeeper（ビーパー）という。台湾ではBBCALLという。
NTTドコモによると1996年度のポケベルの総契約数のおよその内訳は、個人が70％法人が30％であり、新規契約数のおよその内訳は、個人が95％法人が5％だったとの事である。
電気通信事業者による電気通信サービス（公衆呼出し。日本ではNTTドコモグループ及びテレメッセージ各社が提供していた）と、特定の工場やビル内などを対象に設置されたもの（構内呼出し）がある。
警察無線や消防無線の受令機も広義の無線呼出しである。こちらは無線電話の音声を受信でき、全対象者に命令の一斉伝達が、また聴いているであろう特定の相手を名指しすることで簡単な伝言が出来る。
2017年4月6日以降、日本では電気通信事業者による無線呼出しサービスを、2008年10月にYOZANから会社分割した「2代目」東京テレメッセージが既存の顧客へのみ提供していたが、一般向けのサービスを2019年9月に廃止。これ以降は、自治体向けの「280MHzデジタル同報無線システム」のみで利用されている。

## 概説
1958年にアメリカで世界初のサービス「ベルボーイ」が開始された。当時は、交換手に呼出番号を伝えるものだった。やがて、特定の電話番号に電話をすることで呼び出すものとなり、DTMFで電話番号やメッセージを送信できるように多機能化が行われた。
1995年9月にアメリカでReFLEX方式による簡易双方向通信サービスが開始されている。
また、1990年代後半より、電子メールや事業者のウェブサイトからの呼出しに対応したものも登場している。
アメリカでは契約者が2002年末の1410万から2005年末には830万まで減少している。中国でもサービスの停止が発表されている。無線呼出しサービスは世界的に、消滅への流れを進めている。

## 技術
単方向通信であるので受信の確認に別の手段が必要である。また、携帯電話などの双方向通信と比較して加入者の位置追跡が困難である。そのため、他のサービス地域で呼出しを受信するためには、利用者自身が位置登録を行う必要がある。
周波数帯域あたりの加入者収容能力は非常に大きい。しかし輻輳時は呼出しまでの時間遅れが大きくなる。また、小容量の電池で長時間の使用ができるように、受信機をグループ別に分け、通信時間を限定する間欠通信方式となっている。
高出力の複数の送信局から同期した信号を送信し、広いサービスエリアを確保しており、同報通信に威力を発揮する。また、高速化に伴い送信局間のより精密な同期が必要となっている。
制御装置から送信局への情報の伝送は、狭い範囲の場合有線通信や地上固定無線通信が用いられ、広域のものは通信衛星回線が用いられることがある。また、端末への伝送手段としてFM放送に重畳するFM放送ページャーが一部の国で用いられている（日本でも制度上は実施可能）ほか、通信衛星からの電波を直接受信し全世界で利用可能な衛星ページャーも提供されている。
使用周波数帯
150MHz帯需要の少ない地域で用いられている。
250MHz帯世界的に広く使用されている。日本のPOCSAG：最大空中線電力250W
450MHz帯一部地域で用いられている。欧州のPOCSAG
900MHz帯建築物内への浸透性が悪いため中継設備が必要になる場合がある。欧州のERMES、北米のReFLEX：最大空中線電力1kW
| 略称    | 規格名                                           | 搬送波   | 搬送波        | 変調方式        | 誤り訂正                                           | 同期方式           | 備考                                                                          |
| 略称    | 規格名                                           | 間隔 kHz | 通信速度 kbps | 変調方式        | 誤り訂正                                           | 同期方式           | 備考                                                                          |
| ------- | ------------------------------------------------ | -------- | ------------- | --------------- | -------------------------------------------------- | ------------------ | ----------------------------------------------------------------------------- |
| POCSAG  | Post Office Code Standardi-zation Advisory Group | 12.5 25  | 2.4 1.2 0.512 | 2値 NRZ FSK     | BCH（31 21） パリティビット                        | 主要局への従属同期 | イギリス旧郵電公社を中心に開発、国際的に使用されている                        |
| ERMES   | European Radio Message System                    | 12.5 25  | 6.25          | 4値 NRZ FSK     | 短縮巡回（30 18） インタリーブ                     | 主要局への従属同期 | ヨーロッパの標準規格                                                          |
| NTT     |                                                  | 12.5 25  | 1.2 0.4 0.2   | 2値 NRZ FSK     | BCH（31 16）                                       | 主要局への従属同期 | 日本電信電話公社が開発, RCR STD-41                                            |
| FLEX    |                                                  | 12.5 25  | 6.4 3.2 1.6   | 4値 2値 NRZ FSK | BCH（31 21） パリティインタリーブ                  | GPS                | モトローラが開発                                                              |
| ReFLEX  |                                                  | 12.5 25  | 6.4 3.2 1.6   | 4値 2値 NRZ FSK | BCH（31 21） パリティインタリーブ                  | GPS                | 簡易双方向通信機能あり                                                        |
| FLEX-TD | FLEX-Time Diversity                              | 12.5 25  | 6.4 3.2 1.6   | 4値 2値 NRZ FSK | BCH（31 21） パリティインタリーブ 時間ダイバシティ | GPS                | 同一空中線電力でサービスエリアを確保するため最大4回呼出信号を送出し誤りを補正 |

## 日本の無線呼出事業

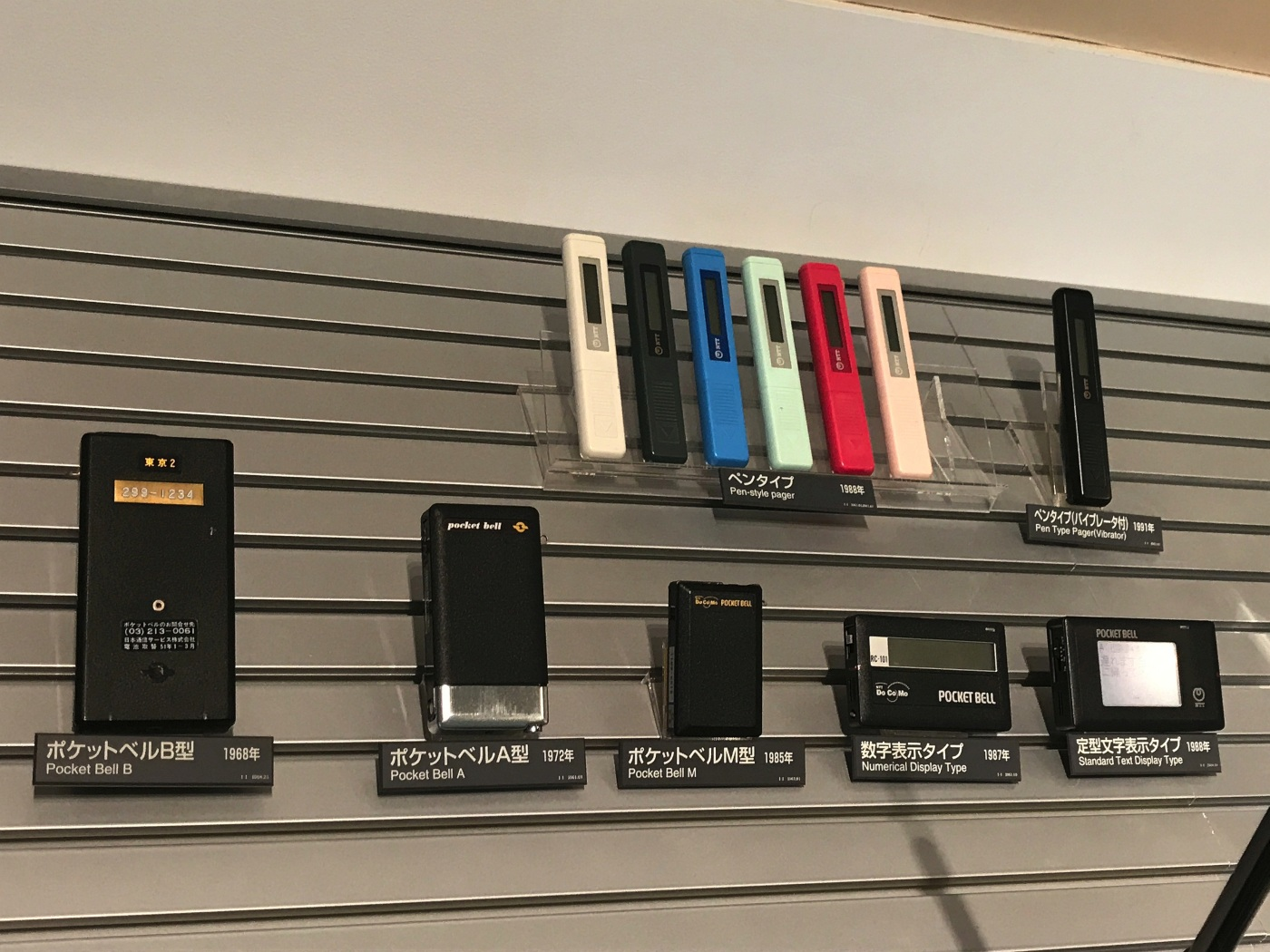
日本電信電話公社・NTT・NTTドコモの、初期のポケットベル

### 課金方式
課金方式としては、次のものがある。
1. 契約者が月額定額料を支払い、呼び出す人が呼出しに要した通話料を支払う。最も一般的だった料金体系。発信者番号は通知されない。
2. 契約者が月額定額料と呼出回数に応じた料金とを支払い、呼び出す人が呼出しに要した通話料を支払う。発信者番号は通知されない。
  - 月間呼出回数が一定回数を超えた場合、契約者に追加料金が発生する形が多い。機能が高度化され、女子高生が話題の中心となりポケベルがブーム化した1990年代の全盛期に登場した料金体系。
3. 020発信者課金 - 契約者には料金が発生せず、呼び出す人が呼出しに要した通話料に上乗せして呼出料を支払う。
  - 日本ではポケットベル衰退期の1999年に登場した課金方式。契約者には基本料が発生しないのが最大の特徴。呼出し側に通話料以外の余計な料金が課金されてしまうことや、電子メールからのメッセージ送信ができない、一定期間呼出しがないと自動的に解約されてしまうため、契約者は少ない（NTTドコモ：02DO（ゼロニード）、東京テレメッセージ（2代目）：ゼロプラン、沖縄テレメッセージ：020ポケットベル など）。ドコモの02DOはナンバーディスプレイ機能を利用可能で発信者の電話番号が確認できたが、呼び出しはNTT回線の一般電話と公衆電話・ドコモ回線の携帯電話からに限られた。
4. 契約者が月額定額料金を支払い、電話から呼び出す人も通話料に上乗せして呼出料を支払う。電子メールからは、付加料金課金なしで呼出し可能。
  - 東京テレメッセージ（2代目）：まるとくプラン など。

一般的には、完全な定額制である1の契約形態が多い。これがポケベル会社の経営を圧迫した一因ともされる。

### 1968年 - 1985年頃まで （黎明期）

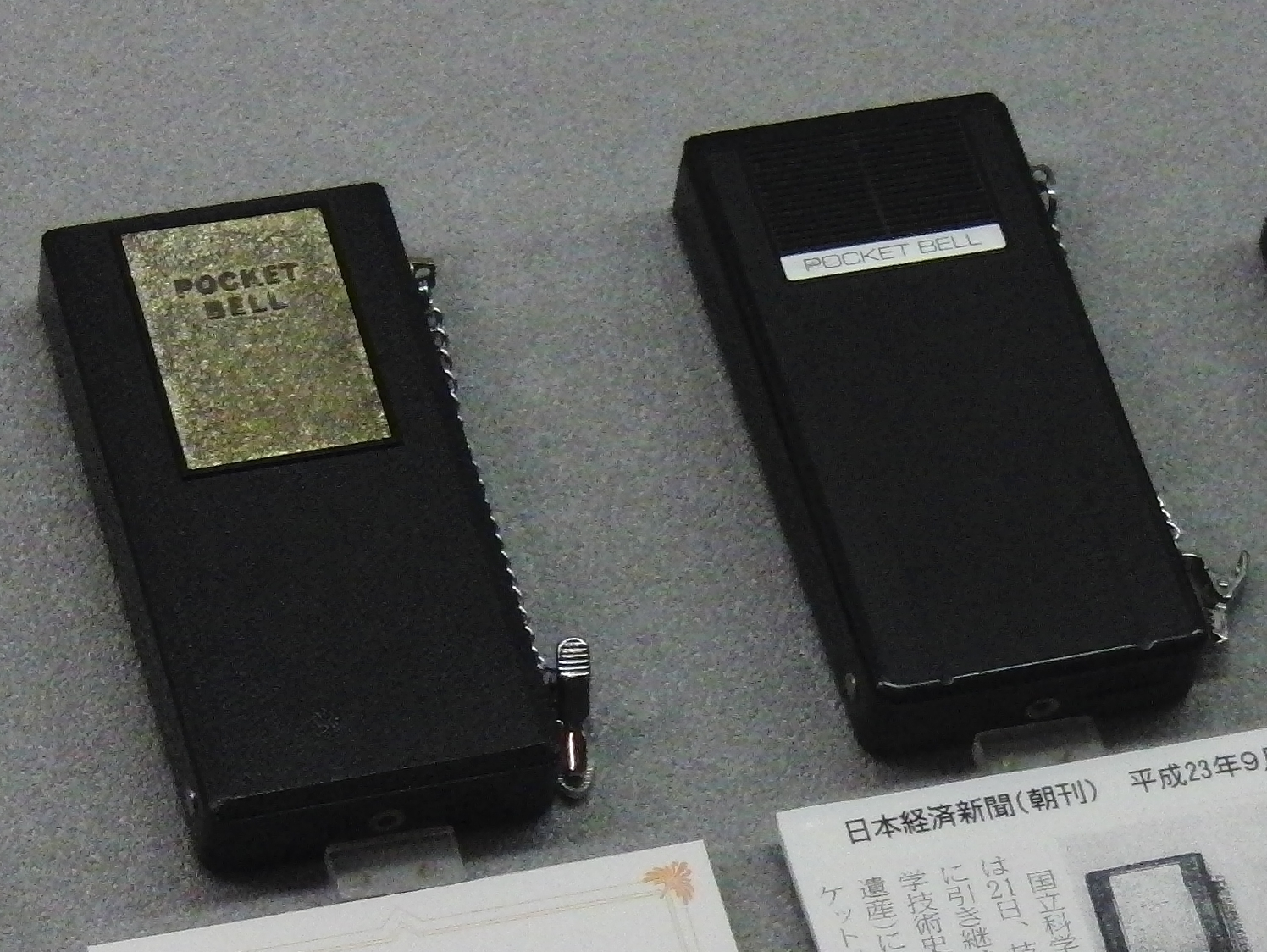
ポケットベル B型 RC11。日本初のポケットベル。1968年製。未来技術遺産（重要科学技術史資料）第00087号。逓信総合博物館所蔵。

公衆サービスは1968年7月1日に、東京23区で日本電信電話公社により150Mc帯の多周波信号方式で開始された。この時使用された端末は縦120mm、横60mm、厚さ20mm、容積は144ccで、1回の充電での稼働時間は昼間の使用に耐えられるだけの連続10時間とされた。開始当初の契約は4,751加入で、1969年3月末では11,708件の加入申し込みがあった。1971年3月末では、申込数39,090件、契約数13,672加入。申込みに契約が追いつかなかった、当時の人気のほどがうかがえる。ちなみに、公衆サービス開始前の1965年10月23日に放送されたNHK総合テレビの番組『スタジオ102』では、10月23日が電信電話記念日であることから、番組内でポケットベルの試作機が紹介された。この『スタジオ102』は現在、放送ライブラリーで視聴可能である。
電波法令上は、信号報知業務と呼ばれ、「信号受信設備（陸上を移動中又はその特定しない地点に停止中に使用する無線設備であつて、もっぱらその携帯者に対する単なる合図としての信号を行なうためのものをいう。）と信号報知局との間の無線通信業務」とされ、単に音響を発する為の信号を送出するだけのものだった。送信局は信号報知局と呼ばれた。
1972年4月1日には縦92mm、横50mm、厚さ18mmに小型化され、15時間の稼働を可能にした「A型 RC-12」が登場した。この際、旧型となった機種を「B型 RC-11」とした。
1978年8月10日には、加入者の増加とともにより250MHz帯のFSK変調200b/sのNTT方式のサービスが開始された。それに伴い、対応した新機種として縦97mm、横37mm、厚さ18mmに小型化され、単3電池駆動で3ヶ月以上の稼働ができ、電池電圧の低下を知らせる警報機能も搭載した「S型 RC-13」が登場した。
初期の利用者の多くは、業務上で外出の多い営業職・管理職・経営者であり、電子音による呼出音が鳴るだけのため、呼び出されたら出先の公衆電話から事務所へ確認の電話を入れるという使用法だった。1978年には自動車電話がサービス開始されたが、料金が非常に高額で、ポケットベルが唯一の個人向けの移動体通信だった。

### 1985年頃 - 1991年頃まで（発展）

#### 通信自由化
1985年の通信自由化により、電波法令上では、無線呼出業務と改称され、「携帯受信設備（陸上（河川、湖沼その他これらに準ずる水域を含む。）を移動中又はその特定しない地点に停止中に使用する無線設備であつて、専らその携帯者に対する単なる呼出し又はこれに付随する信号を受けるためのものをいう。）と信号報知局との間の無線通信業務」とされ、音響のみならず文字その他の情報も送出できるものとなった。信号報知局は無線呼出局と改称された。

#### 高速化と低料金化
1986年には150MHz帯の割当ては全廃され、250MHz帯のみとなった。更に1987年に400b/s、1989年に1200b/sへと高速化が行われた。
1987年以降は、各地域に設立された地場資本中心の新規参入事業者がPOCSAG方式で事業を開始して競争が激しくなった。そのため、ポケベルの利用料金は安くなり、販売ルートもスーパーマーケットやコンビニエンスストア、鉄道駅の売店などに広がった。個人での契約も出現し、子供に持たせる親も現れるようになり、親子関係の希薄化・非行問題との関連が指摘されるようにもなった。
また、電電公社のポケットベル事業は1985年成立のNTTを経て1991年にNTTドコモグループに移管された。
一方、1988年から1989年にかけては、日本移動通信やDDIセルラーグループ（いずれも現在auブランドを展開しているKDDI）の自動車電話や携帯電話への新規参入があった。しかし、まだその料金は一般の市民には高額であり、依然として業務でポケットベルを携帯させられていた従業員が多かった。

### 1992年頃 - 1996年前半まで（隆盛）

#### 数字送信の開始によるポケベルブーム
1987年にはプッシュ信号（DTMF）により数桁の数字を送れる機種のサービスが開始され、受信者が表示された電話番号（ナンバーディスプレイ機能が存在した訳ではなく、メッセージ送信者が電話番号を数字メッセージとして打ち込む事により、受信者がその打ち込まれた電話番号をメッセージとして受け取ったという意味）に電話をかけることが出来るようになり、業務での効率的な利用が可能となった。また、1990年代に入り個人契約でメインユーザーの一角になりつつあった女子高生を中心に、例えば「14106」=「アイシテル（愛してる）」というように、数字の語呂合わせでメッセージを送る一種の言葉遊びが1992年頃から流行し始め、1990年代中盤には個人対個人で他愛ないメッセージを送りあう道具として急速に普及し、頻繁に利用された。伸び悩んでいた個人契約数が一気に伸び始めたのはこの頃からである。
数字で送り合うメッセージには、日本語の方言も存在し、関西や九州の一部地域では「1410」=「アイシトオ（愛しとお）」というような使い方もされた。東海では「86] 10 [10- 4106 0U3」=「パルコデカイモノシテルマユミ（パルコで買い物してる 真由美）」というように、[、]、-、Uという記号も五十音の一部として活用する数字と記号が入り混じったメッセージが主流であり、地域毎に特徴があった。
数字のメッセージは「724106」=「ナニシテル（何してる?）」「4510」=「シゴト（仕事）」、「106410」=「テルシテ（TELして）」「114」=「イイヨ（良いよ）」のように半ば定型文的な使われ方をされたイメージがあるが、上記の東海の例のように複雑な日常会話レベルのやり取りを一部のユーザーは行っており、解読には暗号や五十音の語呂合わせの数字の共有、互いの行動傾向や趣味等を深く理解している必要があった。数字の暗号や語呂合わせはキャリア・地域・世代・グループ間で差があり、ある程度は共通の使い方はされたものの、全く知らない人同士が複雑なコミュニケーションを取るのは不可能だった。

#### ポストバブル期の社会風俗の象徴
社会に与えた影響も大きく、1993年に製作されたテレビドラマ『ポケベルが鳴らなくて』や、同名の主題歌がヒットし、さらには最盛期にかけて特定時間帯の輻輳によるメッセージ配信の遅延、発信用公衆電話の酷使による故障が相次ぎ、事業者は対応に追われるようになった。ブーム期の頃はテレビドラマや漫画などでも、女子高生を象徴するアイテムとして頻繁に登場した。その理由は、1993年に女子高生ブームが到来し1992年頃から東京の一部女子高生の間でブームになっていたポケベルとそれをメッセージコミュニケーションツールとして使う彼女達の姿をマスメディアが頻繁に取り上げたためである。その影響を受けてブームが全国的に波及し、女子高生ばかりでなく男子高生や大学生や若い社会人まで個人の利用者層を伸ばした。バブル時代まではサラリーマンのビジネスツールでしかなかったポケベルは、若者の出先でも気軽に連絡を取れるツールやコミュニケーションツールとして活躍するようになり、1996年の最盛期には個人契約が加入数の大多数を占めた。その背景には個人の自由に使える連絡手段を求める当時の若者からの需要があり、携帯電話の所有コストは高かったため、コストの低いポケベルへ流れたのが一つの大きな理由と考えられる。また、メッセージが直ぐに届く即時性、個人間の秘匿性の高いやりとり、多くの人と繋がる事のできるネットワークの広さ、時間帯を気にせず使える気軽さ、返したい時に返信すれば良い負担の軽さ、要件をストレートに伝える短い文もポケベル人気を支えた。
1995年には無線呼出業務の定義が「携帯受信設備（陸上移動受信設備であつて、その携帯者に対する呼出し（これに付随する通報を含む。（中略））を受けるためのものをいう。）の携帯者に対する呼出しを行う無線通信業務」となった。

#### 1996年（最盛期）：文字送信も可能へ
数字だけでなく、カタカナやアルファベットや絵文字のフリーメッセージが画面に表示できて着信メロディに標準対応したタイプをテレメッセージ各社は1994年から、NTTドコモグループは1995年に投入。なお、ドコモは1991年より一部機種が有料オプションでカタカナ等のフリーメッセージに対応していたが利用者は少なかった。
誰でも読めるカタカナのフリーメッセージに対応した事でメッセージでの会話の幅が大きく広がり、ポケベル人気は更に上昇した。センティーA・センティーB（ドコモ）やモーラ・テルソナ・アーキス（テレメッセージ）等、カナのフリーメッセージに対応した機種の中には品切れになる程の物もあった。定型文のみの対応ながら、漢字まで画面に表示できるタイプもドコモ・テレメッセージ共に1995年に登場し、1996年には事業者によるが標準機能として30桁の数字（カナで14文字）をメッセージとして受信できる機種が発売された。また、加入者の増大に対応するためFLEX-TD方式の導入が開始された。最盛期の1996年6月末には、約1077万件の加入者があった。
カナのフリーメッセージ入力には「ポケベル打ち」というコード入力が必要で、一種の特技として電話機のテンキーで高速にこれができる人はユーザーから崇められ、テレビ等のメディアで驚きを持って紹介される事もあった。この頃ポケベル・ルーズソックス・プリクラ手帳は女子高生の三種の神器と呼ばれる事もあり、女子高生のマストアイテムとしての地位を確固たるものとしていた。しかし、地方に目を向けるとポケベルは、自分自身が使った事が無いので得体が知れない、自分もポケベルはおろか携帯電話も持っていないのに子供にはまだ早い、非行に走るかもしれない等の理由から親世代からの評判は総じて良くなく、親から許しが出ないので持ちたくても持てず、あるいは周りで所有者が少なかったため実際にブームを感じる事無く不所有に終わる者も多かった。また、地方の山間部等のエリアは無線呼出局が未整備である場合も多く、ポケベル自体が使い物にならないという場合もよくあった。
ポケベルにメッセージを送るために公衆電話に行列ができたり、メッセージを送り合う会った事もない友達、若しくは日常生活で面識が薄くともポケベルでは頻繁にコミュニケーションを取る友達を表したりしたベル友という言葉が流行した。対面コミュニケーション機会の減少による若者の人間関係の希薄化を危惧する声も多く、ポケベルのメッセージを送るための家庭電話の使い過ぎによる高額請求、偽造テレホンカードの流通、ポケベルによるイジメや嫌がらせ、ポケベル依存症、学校生活の妨げになるとして教師が学校内の公衆電話を使用禁止にしたりメッセージを送れないように♯ボタンを接着剤で固定するなどの問題も噴出していた。
また上記のベル友のように、当時の女子高生達（コギャル）を中心に様々なポケベルに関する略語が生み出され、下記のベル番やベルナン等、一般ユーザーにも広く利用される略語もあった。
- ベル番（ポケベルの電話番号）
- ベルナン（当てずっぽうのポケベルの番号にメッセージを送りナンパする、又はされる）
- シカベル（ポケベルにメッセージが入ってもシカトする、又はされる）
- 空ベル（ポケベルは鳴ったがメッセージが何も入っていない）
- イタベル（イタズラ目的でポケベルにメッセージを送る、又はメッセージが入る）
- ウザベル（うざったい相手からポケベルにメッセージが入る）
- 鬼ベル・ガンベル（頻繁にポケベルにメッセージを送る、又はメッセージが入る）
- ベルフレ（ポケベルフレンド。ベル友と同義語）
- ケツ番（メッセージの最後=ケツに入力する数字の番号。自分の名前やニックネーム等を初期のポケベルのような数字の語呂合わせにして入力した。主に東海で利用された略語）

1992年のブーム初期から1996年の最盛期にかけて数字のメッセージまたはカナのメッセージでポケベルをコミュニケーションツールとして利用し、個人ユーザーの中核をなした1970年代半ば辺りから1980年生まれぐらいまでのポスト団塊ジュニア世代を指してポケベル世代という場合がある。ブーム期にドコモのポケベルのCMのイメージキャラクターを務めた葉月里緒奈は1975年生まれで、広末涼子は1980年生まれである。

### 1996年後半 - 1998年（衰退）
1994年に携帯電話端末の買切り制導入、同じく1994年に携帯電話の新規参入第二弾のデジタルホン（現ソフトバンク）とツーカー（現KDDI）両グループの事業開始、さらに1995年10月に各PHS事業者の事業開始となった1996年以降は携帯電話事業者同士、そして携帯電話事業者とPHS事業者のシェア争いが本格化した。安価だったPHSに対抗するため携帯電話の本体代や料金プランが急速に低下。これに伴い特に若い社会人の間でも携帯電話の普及が本格的に始まると、1996年6月にピークを迎えていたポケベルの加入者数は緩やかに減少し始める。ただ、この時点では携帯電話、PHSがつながりにくく、通話可能でも電波が弱い、通話が不可能なエリアも多かったという弱点もあり、ポケベルと、携帯電話あるいはPHSの2台持ちという兼用の仕方も見られた。ポケベルと携帯電話やPHSの一体型も発売されている。1996年にドコモが新人だった広末をCMに起用。広末人気が爆発的に上がったものの、ヘビーユーザーであればあるほど所有コストがかさむFLEX-TD方式対応の新シリーズのポケベルの販売は期待された程ではなかった。さらにポケベルの顔とも言うべき存在になった広末が大学に進学する1999年に、そのまま携帯電話のCMに起用する皮肉な結果になる。この頃ドコモはFLEX-TD方式対応のインフォネクストポケベルを発売しており、カナで49文字までのメッセージを受信できる機種もあった。しかしビジネスユーザー向けである事と、短文に慣れていた若者の個人契約者にはそこまでの文字数は必要ではなく支持を集められなかった。
買切り制が導入された1995年からは法人契約のポケベルの解約が増加。1992年のブーム初期から最盛期の1996年にかけての爆発的な個人契約増加の裏では、医療機関を除き一般企業のポケベル離れが年々進んでいた。
1997年は首都圏の女子高生や女子大生間、地方の学生間を中心にブームは継続中で、この頃には一部の中学生までブームは波及していた。6月のドコモを皮切りに各携帯電話事業者がショートメッセージサービス機能が内蔵された携帯電話を1997年末にかけて次々と発売。メインユーザーの内の高校生層を除く10代後半から20代前半の若者が急速にポケベル離れを起こし始め、最後の流行期となった（同時に中高生を除いてPHS離れが始まり1997年10月以降はPHSの加入者数は減少する）。
1998年当初は全国的に見ると、高校生層を除く10代後半から20代前半の若者の主たるコミュニケーションツールとして、ポケベルは携帯電話と拮抗していたものの、加速度的なポケベル離れは止まらず、携帯電話はその利便性の高さからポケベルを敬遠していた層にも受け入れられた。一方で現役中高生に関しては1998年中もポケベルはまだ主要な地位を占めており、在学中に親から携帯電話を買い与えられたり、ポケベルから携帯電話へ乗り替えたりする例はそれほど多くはなくPHSの普及も進んだものの、この年（1998年3月）に高校を卒業した者は進学や就職を機に携帯電話へ乗り替えたり携帯電話の新規購入をするのが一般的になっていた。
このように1996年後半から1998年のポケベル衰退の原因は法人契約が携帯電話端末の買切り制導入と低価格化により携帯電話へ移行し減少した事と、個人契約は1996年後半から1997年前半は携帯電話の低価格化によりメッセージコミュニケーションに重点を置かなかった主に若い社会人層や一部大学生層が携帯電話（一部はPHS）へ移行し、1997年後半から1998年内はメッセージコミュニケーションを必要とした主に大学生層や若い社会人層が携帯電話へ、一部高校生層がPHSや携帯電話へ移行したためである。わずか2年半程で大多数の若い社会人と大学生の個人ユーザーを携帯電話に奪われ、ブームを牽引した高校生の個人ユーザーもPHSや携帯電話に食われ始めたため、更なるユーザー数の増加を見込んで設備投資を行っていたポケベル事業者の経営は圧迫された。加入者数は1996年12月末に1045万、1997年12月末に825万、1998年12月末に452万と推移している。

### 1999年 - 2019年（消滅から防災向けへ）

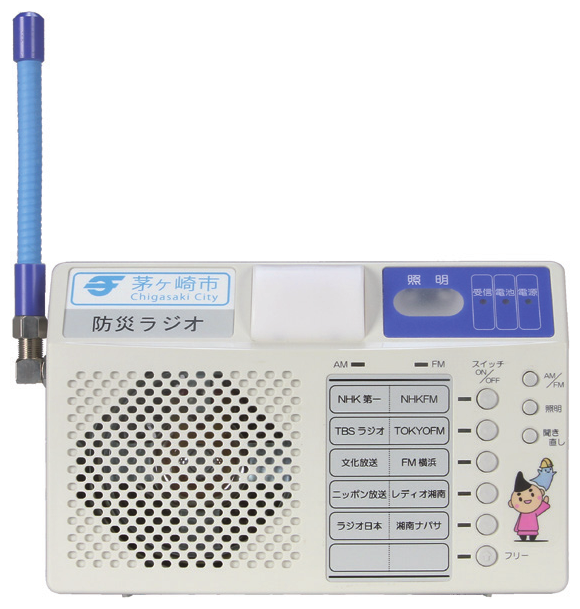
ポケベル波を利用した防災ラジオ TTR11A（URO電子工業製　280MHz同報無線システム）

携帯電話は1999年2月にドコモのiモードサービス、4月に現auのEZwebの全国サービスが開始。携帯電話事業者のwebサービス開始に伴う電子メールサービスやショートメッセージサービス機能が内蔵された携帯電話が普及し多機能化していくと一般ユーザーにとってのポケベルの存在意義が薄くなり、1999年12月末には加入者数が241万件まで激減した。2000年にauがガク割サービスを開始。他携帯電話事業者もこの頃には激安プランを提供している場合もあり、高校生への携帯電話の普及が進み始めポケベルの契約数を支えた学生にとってもポケベルの魅力は全く無くなってしまった。
1999年5月、新規参入事業者で最大手だった東京テレメッセージ（初代）がシステムの高度化の設備投資の資金を回収できず会社更生法の適用を申請して倒産した。東京テレメッセージは、この後、日本テレコム主体で「東京ウェブリンク」に改称して再建した後、2001年に株式会社鷹山（現 YOZAN）が買収して「マジックメール」に再改称し、最終的に2002年に鷹山に吸収合併された。また、その他の各地に設立された新規参入事業者はNTTドコモに加入者を移管し、2001年までに首都圏1都3県および沖縄本島を除き事業を停止した。
この頃から、自動販売機やタクシー・バス車内に端末を設置し、配信されたニュース速報や緊急防災情報、広告等を電光表示板で表示するという使われ方も行われるようになった。そのため、NTTドコモでは、それまでのサービス名「ポケットベル」を、2001年1月に、クイック（Quick）とマルチキャストから作った造語である「クイックキャスト」に変更した。
しかし、日本全国単位としては唯一ポケットベル事業を手がけるNTTドコモも、2004年6月30日に新規契約の受付を終了、2006年10月に解約金を無料にし、そして2007年3月31日でサービスを終了した。500箇所までの同報用途の代替サービスとして、iモードメールを利用した「グループキャスト」 を提案している。
NTTドコモグループの営業最終日である2007年3月末時点では、無線呼出しの契約数は163,227契約となった。前年同期比63.7%の減で、事業撤退に向け、前述の2006年10月に解約料を無料にしたことが考えられる。
YOZANは、2008年10月1日に会社分割を行い、ポケットベル事業を行う新会社「東京テレメッセージ」を設立した。その後、東京テレメッセージは2011年に無線呼出事業の将来性に目をつけたMTSキャピタルの完全子会社となり280MHz同報無線システム事業に本格的に取り組むことになった。
東京テレメッセージは同報系市町村防災行政無線を代替する安価なシステム「280MHzデジタル同報無線システム」を神奈川県茅ヶ崎市と共同開発し、2013年から稼働した。仕組みはポケットベルを応用したもので、放送内容を文字情報として送信し、受信機に内蔵された音声合成装置で文字情報を音声に変換して放送するものである。以後千葉県鴨川市、岐阜県瑞浪市などに採用され、2019年4月時点で全国で32の自治体が導入している。なお東京テレメッセージの従来のサービスエリアは関東地方のみであったが、「280MHzデジタル同報無線システム」の展開を機に、2015年から福島県、茨城県、山梨県、岐阜県などで開局。サービスエリアを全国に拡大しており、新たな用途として活路を見出している。
2017年4月5日、沖縄テレメッセージは、沖縄県内のサービスを終了した。以降は東京テレメッセージが南関東1都3県をサービスエリアとして、既存の顧客へのみ提供していた。
2018年12月3日、東京テレメッセージは、個人向け呼び出し（ページャー）サービスを2019年9月30日に終了すると発表した。端末の製造終了から20年を経過して利用者も1500人を割り、地方自治体向け情報通信サービスに経営資源を集中するために個人向けサービスを廃止するという。利用者は主に医療関係者とされる。
個人向けサービス終了後の地方自治体向け情報配信サービスでは「文字通信」を強みに「防災無線」に注力するという。
2019年9月30日、東京テレメッセージのページャーサービスが終了。これを最後に、遂に個人向けの無線呼び出しサービスの全ての歴史に終止符が打たれた。

### 今後
総務省も次のように無線呼出しにかかる周波数帯を見直すとしている。
2012年10月周波数再編アクションプラン（平成24年10月改定版） で「280MHz帯電気通信事業用ページャーの帯域幅見直しとセンサーネットワーク用周波数として5MHz幅程度の確保を検討する」と周波数帯の見直しを検討することを明らかにした。（ポケットベルの周波数帯域縮小の検討）
2013年10月周波数再編アクションプラン（平成25年10月改定版） で前年公表の帯域幅見直しとセンサーネットワーク用周波数の確保について「平成25年度内に結論を得る」とした。（センサーネットワーク用の通信規格の違いによる、必要な帯域幅の調査）
2015年10月周波数再編アクションプラン（平成27年10月改定版） で「FM多重方式を用いる電気通信事業用ページャーについて、既存の無線局がなく、今後も開設される見込みがないことから、周波数割当てを見直す」とした。（ポケットベルの廃止の検討）
2016年11月周波数再編アクションプラン（平成28年11月改定版） で「今後のサービス需要動向を注視し、サービス需要に応じて周波数の割当てを見直す」とした。（「280MHzデジタル同報無線システム」サービスの拡大に伴い、現状維持に転換）
2017年11月周波数再編アクションプラン（平成29年11月改定版） で「今後のサービス需要動向を注視し、サービス需要に応じて周波数の割当てを見直す」とした。（現状維持）
2018年11月周波数再編アクションプラン（平成30年11月改定版） で「今後のサービス需要に応じて周波数割当てを見直す」とした。（現状維持）
2019年9月周波数再編アクションプラン（令和元年度改定版） で「今後のサービス需要に応じて周波数割当てを見直す」とした。（現状維持）

### 大口利用の事例
京王電鉄NEC製作の「IDS（Information Display System）」を導入。駅改札に設置された電光掲示板や、電車内のLED表示器にお知らせや運行情報を配信する。
神奈川都市交通タクシーチャンネル。クイックキャスト受信機を内蔵した小型LED表示器をタクシー車内に設置し、FM文字多重放送を利用して最新のニュースや広告を流す。
280MHzデジタル同報無線システム文字で伝送された防災情報を合成音声と受信機の内蔵音で伝達する、市町村防災行政無線（同報系）の代替システム。個人向けページャー終了後の東京テレメッセージの主力事業。

## 構内呼出し
鉄道事業者、サービス事業などの事業者内での呼出用として26MHz帯に専用波4波がある。また、60MHz帯、150MHz帯および400MHz帯では他業務との兼用波とされ、150MHz帯および400MHz帯で免許されたものがある。
工場内、ビル内など狭い範囲については、1986年に構内無線局が制度化された際に構内ページング用があった。また、1989年に制度化された特定小電力無線局にも無線呼出用がある。構内無線局構内ページング用は、2000年に廃止され、特定小電力無線局に統一された。周波数は429.75〜429.8 MHz、12.5kHz間隔の5チャネルである。

## 台湾の無線呼出事業
- メッセージを表記機能をつけようとするが、言語が漢字の為苦労する。
- ポケベル用信号を使いニュースや株価などの情報をPDAで読み取る事業を行う。

## 軍事利用

### レバノンでの爆破事件
2024年、レバノンに拠点を置くシーア派イスラム主義の政治組織、武装組織であるヒズボラは戦闘員らに対してポケットベルの配布を行った。これは以前、ヒズボラの上級司令官がスマートフォンから位置が特定され、イスラエルから空爆を受けたことへの対抗手段であった。しかし同年9月17日、配布されたポケットベルが次々と爆発。翌日に発生したトランシーバーなどの通信機器の爆発も合わせて少なくとも38人が死亡、数千人が負傷。台湾企業から調達したポケベル内部には、何者かの手によって爆発物が仕掛けられており、遠隔操作で一斉に爆発する仕組みとなっていた。同年9月19日、ヒズボラの指導者ハサン・ナスララは、演説の中で一連の爆発をイスラエルによる犯行と断定、報復を言明した。

## 日本国外の事業者一覧
台湾
- 大衆電信（Fitel） -（現PHS事業）
- 聯華電信

韓国
- SKテレコム
- ナレ移動通信 - （現：原州東部プロミの元親会社）
- ソウル移動通信
- ブイル移動通信
- セリム移動通信
- 光州移動通信
- シンウォン・テレコム
- セハン移動通信
- 全北移動通信
- 江原移動通信
- 済州移動通信
- ブキョン移動通信

## ポケベルが登場する作品一覧

### テレビドラマ
- ポケベルが鳴らなくて（1993年）
- ピュア（1996年） - 主人公の恋を繋ぐ「魔法のベル」としてポケベルが登場。
- 当番弁護士 第3作（1997年） 「金融業者殺しの無実を立証できるポケベル援助交際の女子高生を探せ」
- 職員室 第8話（1997年） 「裏切ったベル友」
- 中学生日記（1998年） 「ポケットベル」
- 刑事コロンボ（1990年） 「だまされたコロンボ」

### テレビアニメ
- 名探偵コナン「お天気お姉さん誘拐事件」 - 誘拐された女子アナからコナンのポケベルに送られてくる暗号メッセージを解読して、監禁場所を探し当てる。
- ドラえもん（1979年のテレビアニメ）「伝言花火」（1994年12月2日放送） - 冒頭でスネ夫が母親とポケベルでやりとりするシーンがあり、のび太が母親にポケベルを買ってほしいと頼むシーンがある。
- STEINS;GATE (アニメ)

### 映画
- 恋は舞い降りた。（1997年）
- ブルース・オールマイティ（2003年）

### ゲーム
- 『龍が如く0 誓いの場所』 - バブル景気時代の暴力団を中心に描いたゲームで，主人公桐生一馬がポケベルに示された番号に公衆電話から通話する場面が何度も描かれる。また，ポケベルの画面もゲーム内ではっきりと示されている。

### 音楽
- ポケベルが鳴らなくて（国武万里） - 同名ドラマの主題歌
- ポケベルNightは5643#（ANZA、森野文子） - 数字だらけの歌詞の歌。
- 1977年生まれの僕らは（アンダーグラフ）
- 渋谷で5時（鈴木雅之と菊池桃子のデュエット曲） - 東京テレメッセージCMソング、前奏でポケベルの着信音とメッセージを読み上げている。
- 2色だけのパレット（丹下桜） - 後に歌唱の際には歌詞が「着声」と差し替えられたこともある。
- あなただけ見つめてる（大黒摩季） - 1番の歌詞に「ポケベル持ったわ」と歌っている（近年のライブではポケベルの部分が携帯に替えて歌唱されている）

### テレビ特番
- NHKスペシャル「ベル友〜12文字の青春〜」（1996年） - ポケベルを駆使して、ベル友・恋人を作ろうと奔走する高校生の男子に密着したドキュメンタリー。

### テレビCM
- 東京エレクトロン（2021年）LOVE クロニクル篇 - センティーAを模したと思われるポケベルが登場。

### 漫画
- 金田一少年の事件簿「金田一少年の殺人」 - 真犯人を欺くために金田一がポケベル文字を使って連絡を取り、自分を撃たせたように見せるシーンがある。後に製作されたドラマ・アニメでも再現されている。
- 17歳のリアル（作：かわちゆかり） - 物語第2話で、主人公が恋人との連絡を取り合うために購入。
- ドラえもん「伝言花火」 - ポケベルの流行を見て、のび太がドラえもんに「ポケベルが欲しい」と頼むシーンがある。
- Beep・Peak（作：河内実加） - オパーリン3巻に収録。拾ったポケベルにまつわるミステリー。

### 小説
- ハイスクール・オーラバスター（作：若木未生） - 1989年から2021年まで刊行された小説のシリーズ。作中の時間経過はわずかであるが、主人公の高校生らは各巻刊行時期の世情に応じ、序盤では連絡手段として公衆電話を活用していたものの後にポケベル、後にはPHS、携帯電話、スマートフォンと持ち換える。